# Robert Power
Robert Power (Perth, 11 de maig del 1995) és un ciclista australià. El 2014, amb categoria encara de sub-23, es va proclamar campió de l'UCI Oceania Tour.

## Palmarès
- 2013
  - 1r al Trofeu Buffoni
  - Vencedor d'una etapa del Giro della Lunigiana
- 2014
  - 1r a l'UCI Oceania Tour
  - Campió d'Oceania sub-23 en ruta
  - 1r al Gran Premi de Poggiana
  - 1r al Gran Premi Capodarco
  - 1r al Trofeo Sportivi di Briga
- 2015
  - 1r al Giro de la Vall d'Aosta i vencedor d'una etapa
- 2018
  - 1r a la Clàssica d'Ordizia
  - 1r a la Japan Cup

### Resultats al Giro d'Itàlia
- 2019. Abandona (6a etapa)

### Resultats a la Volta a Espanya
- 2019. 92è de la classificació general
- 2020. 37è de la classificació general